# Cephalogale

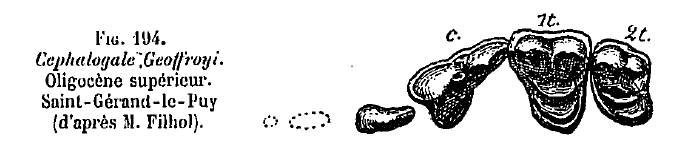
Зубний ряд C. geoffroyi, Сен-Жеран-ле-Пюї (Альє, Овернь, Франція)

Cephalogale — викопний рід геміціонових ведмедів, які мешкали в епохи олігоцену та раннього міоцену в Північній Америці та Європі, приблизно 28,4—20,0 млн років тому.